# Trimma hotsarihiensis
Trimma hotsarihiensis es una especie de peces de la familia de los Gobiidae en el orden de los Perciformes.

## Morfología
Los machos pueden llegar a alcanzar los 1,6 cm de longitud total.

## Hábitat
Es un pez de Mar y de clima tropical que vive entre 22-34 m de profundidad.

## Distribución geográfica
Se encuentra en la República de Palau.

## Observaciones
Es inofensivo para los humanos.